# 30 Змеи
30 Змеи (лат. 30 Serpentis, HD 141378) — одиночная звезда в созвездии Весов на расстоянии приблизительно 175 световых лет (около 54 парсеков) от Солнца. Видимая звёздная величина звезды — +5,524m.

## Характеристики
30 Змеи — белая звезда спектрального класса A3V. Радиус — около 1,91 солнечного, светимость — около 15,1 солнечных. Эффективная температура — около 8414 К.